# Kanton Lunel
Der französische Kanton Lunel ist seit 1790 ein Wahlkreis im Département Hérault und im Arrondissement Montpellier. Er hat 54.287 Einwohner (Stand: 1. Januar 2022).

## Gemeinden
Der Kanton besteht aus 14 Gemeinden mit insgesamt 51.919 Einwohnern (Stand: 1. Januar 2022) auf einer Gesamtfläche von 157,91 km²:
| Gemeinde               | Einwohner 1. Januar 2022 | Fläche km² | Dichte Einw./km² | Code INSEE | Postleitzahl |
| ---------------------- | ------------------------ | ---------- | ---------------- | ---------- | ------------ |
| Boisseron              | 2.178                    | 7,46       | 292              | 34033      | 34160        |
| Campagne               | 311                      | 4,84       | 64               | 34048      | 34160        |
| Entre-Vignes           | 2.186                    | 16,80      | 130              | 34246      | 34400        |
| Galargues              | 755                      | 11,43      | 66               | 34110      | 34160        |
| Garrigues              | 232                      | 4,92       | 47               | 34112      | 34160        |
| Lunel                  | 26.380                   | 23,90      | 1.104            | 34145      | 34400        |
| Lunel-Viel             | 4.497                    | 11,97      | 376              | 34146      | 34400        |
| Marsillargues          | 6.787                    | 42,71      | 159              | 34151      | 34590        |
| Saint-Just             | 3.290                    | 6,08       | 541              | 34272      | 34400        |
| Saint-Nazaire-de-Pézan | 620                      | 5,66       | 110              | 34280      | 34400        |
| Saint-Sériès           | 972                      | 4,56       | 213              | 34288      | 34400        |
| Saturargues            | 1.021                    | 5,99       | 170              | 34294      | 34400        |
| Saussines              | 992                      | 6,28       | 158              | 34296      | 34160        |
| Villetelle             | 1.698                    | 5,31       | 320              | 34340      | 34400        |
| Kanton Lunel           | 51.919                   | 157,91     | 329              | 3412       | –            |

Bis zur landesweiten Neuordnung der französischen Kantone im März 2015 gehörten zum Kanton Lunel die 13 Gemeinden Boisseron, Lunel, Lunel-Viel, Marsillargues, Saint-Christol, Saint-Just, Saint-Nazaire-de-Pézan, Saint-Sériès, Saturargues, Saussines, Valergues, Vérargues und Villetelle. Sein Zuschnitt entsprach einer Fläche von 141,01 km2. Er besaß vor 2015 einen anderen INSEE-Code als heute, nämlich 3417. 

## Veränderungen im Gemeindebestand seit der landesweiten Neuordnung der Kantone
2019: 
- Fusion Saint-Christol und Vérargues → Entre-Vignes